# Пицш, Курт
Албин Курт Пицш (нем. Kurt Pietzsch; 29 сентября 1884, Борна — 27 сентября 1964, Пениг, ГДР) — немецкий учёный, геолог, многолетний директор государственной геологической службы Фрайберга, профессор, доктор геологии.
В 1954 году был признан выдающимся народным учёным.

## Биография
Изучал естественные науки и математику в Лейпцигском университете. Начиная с 1905 года, преподавал в Гейдельбергском университете.
В 1909 году Пицш защитил докторскую диссертацию «Геологические условия Верхней Лузии между Герлицем, Вайссенбергом и Ниским» на философском факультете Лейпцигского университета, стал доктором наук. В ноябре 1933 года подписал Заявление профессоров о поддержке Гитлера.
Читал лекции по геологии Саксонии в Горной академии Фрайберга. Исследования касались тектонических проблем приграничной территории между Рудными горами и геологической провинцией Лаузиц. Следует также упомянуть его работу по выветриванию контактной поверхности саксонских сеноманов, геологическому возрасту плотных гнейсов Рудных гор. Проводил работы по разведке месторождений бурого угля, разработке первого крупного карьера в Болене (Die Braunkohlen Dtld.s, 1925), минеральных источников в земле Саксония (1922), саксонских месторождений каменного угля (1942), а также решении гидро- и инженерно-геологических проблем в городах и поселках, плотинах, а также в туннелях и шоссе.
Автор книги «Геология Саксонии» (1962).

## Избранные труды
- Die geologischen Verhältnisse der Lausitz zwischen Görlitz, Weißenberg und Niesky, Z. d. Dt. Geolog. Ges., Band 61, 1909, S. 35-133
- Verwitterungserscheinungen der Auflagerungsfläche des sächsischen Cenomans, Z. d. Dt. Geolog. Ges., Band 65, 1913, S. 594—602
- Über das geologische Alter der dichten Gneise des Sächsischen Erzgebirges, Centralblatt f. Mineral. 1914, S. 202—211
- Die Braunkohlen Deutschlands, in: E. Krenkel (Hrsg.), Hdb. d. Geol. u. Bodenschätze Deutschlands, III. Abt., 1. Bd., 1925
- Kurze Übersicht der Heilquellen im Freistaat Sachsen, herausgegeben vom sächsischen Landesgesundheitsamt, 1922, S. 224
- Abriß der Geologie von Sachsen, Berlin: Volk und Wissen 1951, 3. Auflage 1962
- Kritische Betrachtungen der Anschauungen über die Gebirgsbildungsphasen im sächsischen Grundgebirge, in: Geotektonisches Symposium H. Stille, 1956, S. 107—119.